# Хосе Луїс Мартінес Басан
Хосе Луїс Мартінес Басан (ісп. José Luis Martínez Bazán, 11 лютого 1942 — 21 липня 2015) — уругвайський футбольний арбітр. Арбітр ФІФА у 1975—1990 роках.

## Кар'єра
Працював а кількох міжнародних турнірах:
- Перший фінал Кубка Лібертадорес 1975
- Молодіжний чемпіонат світу 1981 (2 гри)
- Молодіжний чемпіонат світу 1983 (2 гри)
- Кубок Америки 1983 (1 матч)
- Чемпіонат світу 1986 (1 матч)
- Міжконтинентальний кубок 1986

Помер 21 липня 2015 року у віці 73 років.